# Keith Jennings
Keith Russell „Mister” Jennings (ur. 2 listopada 1968 w Culpeper) – amerykański koszykarz, grający na pozycji rozgrywającego, po zakończeniu kariery zawodniczej trener koszykarski, obecnie trener żeńskiej drużyny Lees–McRae.

## Osiągnięcia
Na podstawie, o ile nie zaznaczono inaczej.
NCAA
- Uczestnik turnieju NCAA (1989–1991)
- Mistrz:
  - turnieju konferencji Southern (SoCon – 1989–1991)
  - sezonu regularnego SoCon (1990, 1991)
- Zawodnik roku konferencji Southern (1990, 1991)[4]
- Laureat Frances Pomeroy Naismith Award (1991)[5]
- Zaliczony do II składu All-American (1991)
- Lider SoCon w:
  - asystach (1988–1991)
  - przechwytach (1988, 1989, 1991)
  - liczbie celnych (84) rzutów za 3 punkty (1991)

Indywidualne
- Zagraniczny MVP ligi francuskiej (1999)
- Zwycięzca konkursu rzutów za 3 punkty ACB (1996)
- Zaliczony do I składu:
  - debiutantów USBL (1991)
  - defensywnego USBL (1991)
- Uczestnik meczu gwiazd ligi:
  - hiszpańskiej (1995/1996)
  - francuskiej (1999, 2002)
- Lider:
  - strzelców ligi francuskiej (1999)
  - ligi tureckiej w skuteczności rzutów wolnych (2000)